# Kaja Grobelna

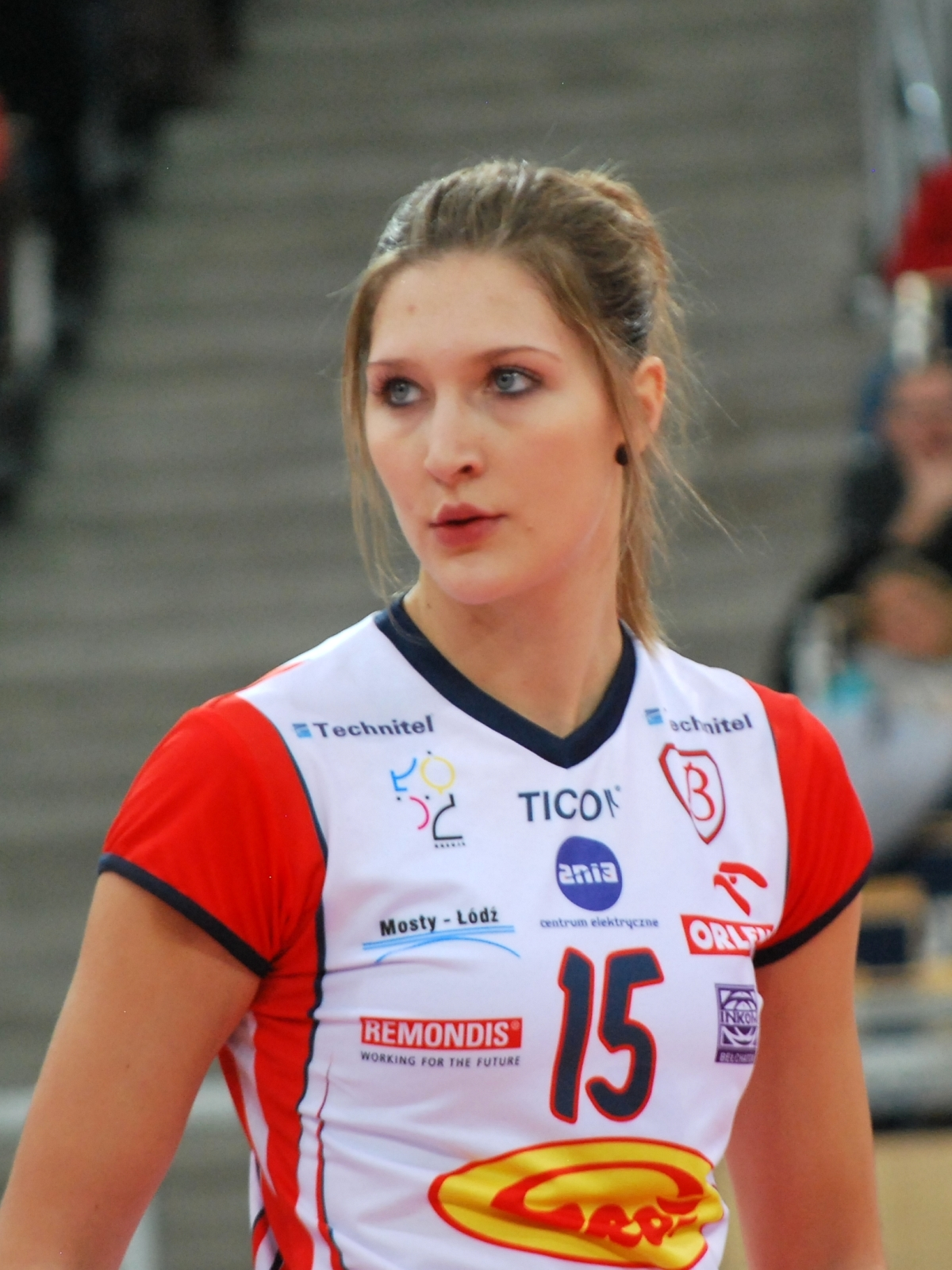
Kaja Grobelna

Kaja Grobelna (* 4. Januar 1995 in Radom) ist eine belgisch-polnische Volleyballspielerin. Sie spielt seit 2019 für Chieri '76 Volleyball und ist auch für die belgische Nationalmannschaft aktiv.

## Karriere
Kaja Grobelna begann ihre Karriere bei Asterix Kieldrecht und konnte zwischen 2012 und 2015 mit dem Verein jeweils zweimal belgischer Meister, belgischer Pokalsieger und belgischer Supercup-Sieger werden. Zur Saison 2015/16 wechselte sie in die Bundesliga und schloss sich dem Allianz MTV Stuttgart an. Ihr Debüt für den neuen Verein in der neuen Liga gab sie direkt beim ersten Ligaspiel der Saison am 15. Oktober 2015 gegen den Schweriner SC. Nachdem man in der Hauptrunde den dritten Platz belegt hatte, konnte man sich in den Playoffs für das Finale qualifizieren. Dort unterlag man in der Finalserie gegen den Dresdner SC und musste sich mit den Vizemeistertitel begnügen. Auch im DVV-Pokal 2015/16 erreichte Kaja Grobelna mit ihrer Stuttgarter Mannschaft das Endspiel, wo man sich in der SAP Arena mit 2:3 auch den Dresdner SC geschlagen geben musste.
Nach nur einer Saison verließ sie Stuttgart wieder und schloss sich für zwei Spielzeiten den polnischen Verein Budowlani Łódź an. In der Saison 2017/18 gewann sie mit dem Verein sowohl den polnischen Pokal als auch den polnischen Supercup. Zur Saison 2018/19 wechselte sie nach Italien zu Unet E-Work Busto Arsizio. Mit ihrem neuen Verein startete sie international im CEV-Pokal 2018/19 und man erreichte dort das Finale, welches man gegen den rumänischen Verein CS Volei Alba-Blaj gewann. Nach nur einer Saison verließ sie Busto Arsizio wieder und wechselte innerhalb der italienischen Liga zu Chieri '76 Volleyball. In der Saison 2022/23 spielte sie mit ihrer Mannschaft international im Challenge Cup und man erreichte dort das Finale, wo man sich gegen CSM Lugoj durchsetzen konnte.

## Privates
Kaja Grobelna ist die Tochter des polnischen Volleyballspielers Dariusz Grobelny. Ihr älterer Bruder Igor Grobelny ist ebenfalls Volleyballspieler und spielte in der Saison 2017/18 für die Hypo Tirol Alpenvolleys Haching in der Bundesliga.